# Villavelayo
Villavelayo é um município da Espanha 
na província e comunidade autónoma de La Rioja, de área 89,59 km² com população de 82 habitantes (2004) e densidade populacional de 0,92 hab/km².

## Demografia
| Variação demográfica do município entre 1991 e 2004 | Variação demográfica do município entre 1991 e 2004 | Variação demográfica do município entre 1991 e 2004 | Variação demográfica do município entre 1991 e 2004 |
| --------------------------------------------------- | --------------------------------------------------- | --------------------------------------------------- | --------------------------------------------------- |
| 1991                                                | 1996                                                | 2001                                                | 2004                                                |
| 71                                                  | 82                                                  | 86                                                  | 82                                                  |